# Scott Joplin

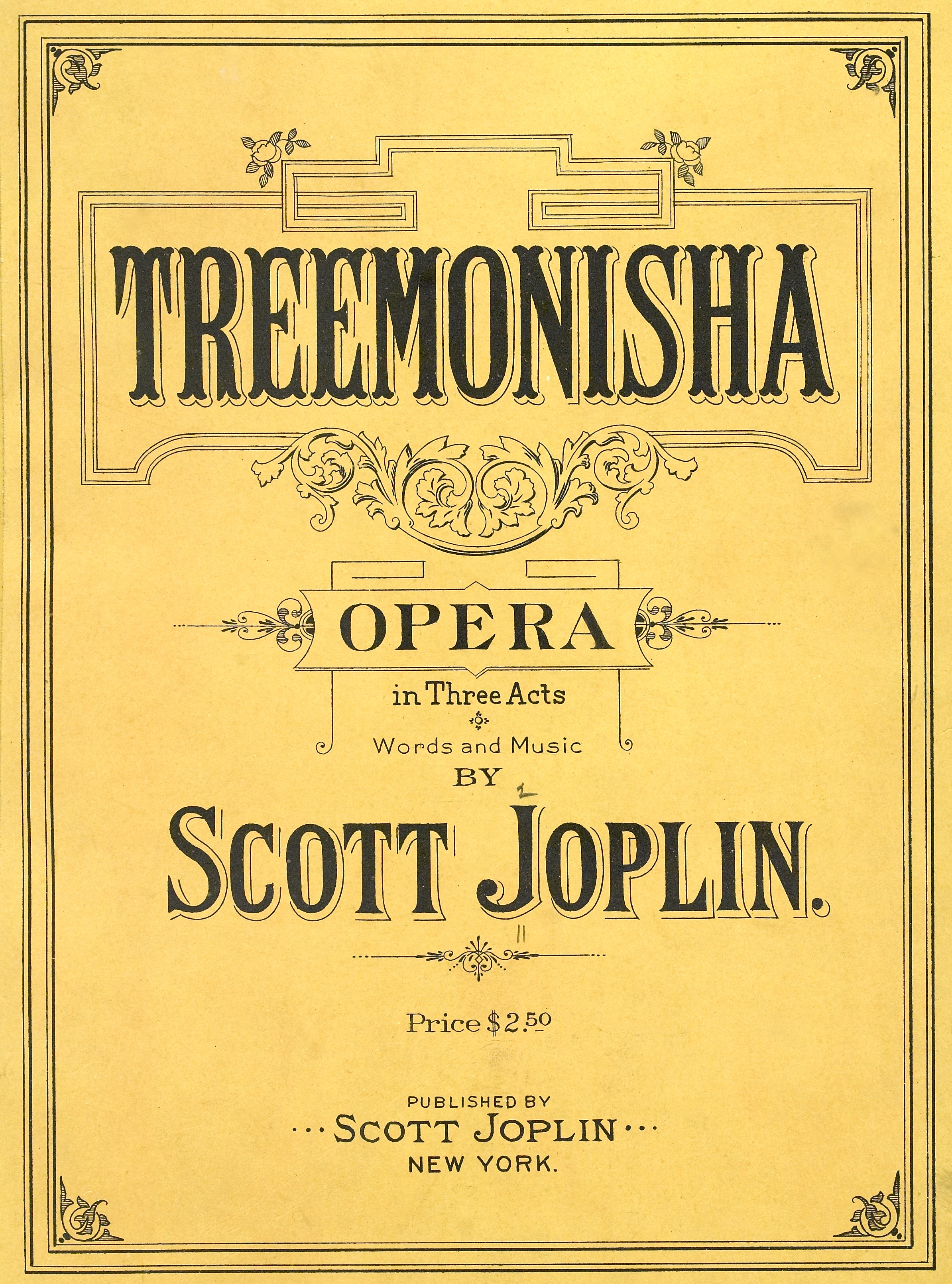
A Treemonisha Scott Joplin operája (1911). A Treemonisha nyitányt, előjátékot, recitativókat, kórusokat, balettzenét, áriákat is tartalmaz.

Scott Joplin (Linden, Texas, 1868. november 24. – New York, 1917. április 1.) amerikai zeneszerző és zongorista.
Joplin egy volt rabszolga fia, egyike volt az első olyan afroamerikai zenészeknek, aki európai stílusú klasszikus zeneszerzőnek számított, mert romantikus stílusban írt. Zenei stílusa keveredett a ragtime-mal is. Bőrszíne miatt alig kapott lehetőséget, hogy bemutassa klasszikus zeneműveit. Ilyen volt a Treemonisha című operája, amelyet 1911-ben komponált, és zongora-átiratot is készített belőle. Sajnos többi komolyzenei műve elveszett. Joplin operáját később Gunther Schuller újrahangszerelte.

## Élete
A Texas állambeli Lindenben született Florence Givins és Giles (Jiles) Joplin gyermekeként, ő volt a család hat gyermeke közül a második. Sokáig úgy tartották, hogy születésének ideje 1868. november 24., de Ed Beerlin ragtime-történész kiderítette, hogy ez tévedés, és születésének dátuma valójában 1867 júniusa és 1868 januárja közé tehető.
1871 után családjával a Texas állambeli Texarkanába költözött, új otthonában édesanyja biztosította számára a zenei gyakorláshoz a megfelelő helyet és körülményeket, tizennégy éves korában kapta az első zongoráját. Már kis korától kezdve kiderült zenei tehetsége, ezt ismerte fel első zongoratanára. Weiss széles körű klasszikus zenei alapokat nyújtott Joplinnak. Ezt a klasszikus zenei tudást később kamatoztatta, mint zeneszerző és felhasználta a ragtime-jaiban, belekomponálva abba a klasszikus zene elemeit is. Későbbi zenei képzését a Missouri állambeli Sedalia nevű városkában a George R. Smith College-ban folytatta, ahol zeneszerzést is tanult.
1880-as évek végén Joplin elhagyta eddigi otthonát és különböző zenei kvartettekhez és formációkhoz csatlakozva koncertezett az USA közép-nyugati területein. 1891-ben egy vándortársulat tagjaként Texarkanába (Texas állam) ment. 1895-ben Syracuse-ban (New York állam) eladta a „Please Say You Will” és az „A Picture of Her Face” című szerzeményeit. Tovább járta a vidéket, de minden utazása ellenére igazi otthonának Sedaliát tekintette, ahova 1894-ben költözött. Itt zongoristaként dolgozott a „Maple Leaf” és a „Black 400” nevű klubokban, ahova a kisváros elitje járt.

## Ragtime-jai
Joplin, ragtime-jaival a 20. század elején nagy népszerűséget ért el az USA-ban. Halála után gyorsan feledésbe merült, de napjainkban újra felfedezték, és a klasszikus ragtime megteremtőjének tekintik. 1973-ban a legnagyobb elismerést a hét Oscar-díjjal jutalmazott „The Sting” (A nagy balhé) című film nyerte, amelynek zenéje Joplin műveiből táplálkozott. 1977-ben filmet is készítettek életéről.
Legismertebb rag-művei: a Maple Leaf Rag,  The Entertainer,  The Easy Winners, Pine Apple Rag, Sunflower Slow Drag, Magnetic Rag, Fig Leaf Rag, Peacherine Rag, Kismet Rag, Leola, Eugenia és a Bethena.
A legtöbb Joplin rag ugyanarra a formatani sémára épül: AABBACCDD. Számos Joplin rag eleje intróval (bevezetéssel) kezdődik, pl: The Entertainer, The Easy Winners, Sunflower Slow Drag stb. A ragtime-ok mellett néhány indulót (march-ot) is írt. Híres Joplin indulók: Rosebud March, Antoinette, Cleopha.

## Joplin játéktechnikája
Mások ragtime-jaival összehasonlítva Joplin műveit nehéz játszani. E műfajban magasan kiemelkedett kompozíciós-technikájával, műveinek szépségével és eleganciájával. Léteznek egyszerűsített feldolgozások is, a könnyebb játszhatóság kedvéért. Joplin mindig ragaszkodott ahhoz, hogy műveit ne játsszák gyorsan, sokszor előírta; hogy „lassú induló ütemben” és „semmiképpen ne gyors ragtime-ban”. Ezekkel az utasításaival szembeszállt korának hajszolóan gyors, sietős játékgyakorlatával. Különösen azoknak szólt volna ez az intelem, akik az egyszerűen szerkesztett ragtime-oknál a gyorsaságot előtérbe helyezték a muzikalitással szemben. Joplin a muzikalitást és eleganciát elengedhetetlennek tartotta zenéjében. Saját játéktechnikájáról annak ellenére nem kaphatunk hű képet, hogy maradtak ránk eredeti felvételei. A korban ismert gépzongorákhoz játszott fel szalagra számokat. De ezek inkább a kor ízléséhez igazodtak, így az amerikai közönség ízlését tükrözik, nem Joplin elképzeléseit.
 Elite Syncopations?*

## Mai Joplin-értelmezések
Scott Joplin ragtime-jaival, 1974-ben Joshua Rifkin, amerikai zongorista hozott létre zseniális játéktechnikát, amely Bachon tanult, precíz játékot kíván. Előadásában az erősen ritmusos karaktert és az életvidám harmóniát teljesíti ki a ragtime-ban. Életéről film is készült, melyet az 1977-es cannes-i filmfesztiválon, versenyen kívül mutattak be; a film rendezője: Jeremy Paul Kagan volt.

## Művei
- 1896 : The Great Crush Collision March, Combination March, Harmony Club Waltz
- 1899 : Original Rags, Maple Leaf Rag
- 1900 : Swipesy Cakewalk
- 1901 : Peacherine Rag, Sunflower Slow Drag, The Easy Winners, Augustan Club Waltzes
- 1902 : A Breeze From Alabama, Cleopha, Elite Syncopations, March Majestic, The Entertainer, The Ragtime Dance, The Strenuous Life, I Am Thinking Of My Pickaninny Days
- 1903 : Palm Leaf Rag, Something Doing, Weeping Willow, Little Black Baby
- 1904 : , The Chrysanthemum, The Favorite, The Sycamore
- 1905 : Bethena, Eugenia, Leola, Sarah Dear, The Rosebud March, Bink's Waltz
- 1906 : Antoinette, Eugenia, The Ragtime Dance, Good-bye Old Gal Good-bye
- 1907 : Gladiolus Rag, Rose Leaf Rag, When Your Hair Is Like The Snow, Heliotope Bouquet, Lily Queen, The Nonpareil, Searchlight Rag, Snoring Sampson (arrangement)
- 1908 : Fig Leaf Rag, Hooker's Hooker, Pine Apple Rag, School Of Ragtime, Sugar Cane, Sensation Rag
- 1909 : Country Club, Euphonic Sounds, Paragon Rag, Pleasant Moments, Solace, Wall Street Rag
- 1910 : Stoptime Rag
- 1911 : Felicity Rag, Lovin' Babe
- 1912 : Scott Joplin's New Rag
- 1913 : Kismet Rag
- 1914 : Magnetic Rag
- 1916 : Ole Miss Rag
- 1917 : Reflection Rag
- 1971 : Silver Swan Rag (posztumusz)

## Filmzene
- 1973: A nagy balhé (The Sting) című amerikai bűnügyi film (rendezte George Roy Hill) zenéjét Marvin Hamlisch (1944–2012) zeneszerző Scott Joplin ragtime műveiből alkotta meg.